# Sonya Klopfer
Sonya Helen Klopfer, coniugata Dunfield (Brooklyn, 26 dicembre 1934 – 7 agosto 2025), è stata una pattinatrice artistica su ghiaccio statunitense, specializzata nel singolo.

## Biografia
Dopo aver lasciato l'agonismo nel 1952, Klopfer si è esibita in numerosi show su ghiaccio. Sposata con il pattinatore canadese Peter Dunfield, insieme a lui ha portato avanti una nuova carriera come allenatrice. Fra i suoi allievi vi sono stati Dorothy Hamill, Elizabeth Manley e Yuka Sato.

## Palmarès
| Internazionali               | Internazionali | Internazionali | Internazionali |
| Evento                       | 1950           | 1951           | 1952           |
| ---------------------------- | -------------- | -------------- | -------------- |
| Giochi olimpici invernali    |                |                | 4°             |
| Campionati mondiali          | 5°             | 3°             | 2°             |
| North American Championships |                | 1°             |                |
| Nazionali                    |                |                |                |
| Campionati statunitensi      | 2°             | 1°             |                |